# Guy Rose
Guy Orlando Rose (San Gabriel, 3 marzo 1867 – Pasadena, 17 novembre 1925) è stato un pittore statunitense.
Esponente dell'impressionismo americano, lavorò sia in Francia che in California.

## Biografia
Guy Rose nacque in una cittadina della California nella Contea di Los Angeles, settimo figlio di Leonard John Rose e di Amanda Jones. Suo padre era un eminente senatore della California e sua madre apparteneva ad una vasta famiglia di proprietari terrieri della California meridionale.
Nel 1876 il giovane Guy fu accidentalmente colpito al viso durante una battuta di caccia con i suoi fratelli. In quell'occasione, durante la convalescenza, cominciò a disegnare e a dipingere ad olio e all'acquarello. Nacque così in lui una sincera passione per l'arte.
Infatti, dopo il diploma alla "Los Angeles High School" (1884), fu mandato a San Francisco per completare un tirocinio presso la "California School of Design".
Nel 1888 partì per l'Europa e si stabilì a Parigi, dove poté iscriversi all'Académie Julian e seguire i corsi di Jean-Joseph Benjamin-Constant, di Jules Joseph Lefebvre e di Jean-Paul Laurens.
Nel 1894 fu premiato con una menzione d'onore al Salon di Parigi. Qualche tempo dopo rientrò in patria, ma si fermò a New York, dove insegnò arte all'Istituto Pratt e dove realizzò diverse illustrazioni per riviste come Harper's, Scribners e Century. Nel 1900 salpò di nuovo per la Francia, portando con sé la moglie Ethel. All'inizio si fermò a Parigi e passò l'inverno in Algeria, a Briska, dove eseguì tre sue opere molto conosciute. In seguito (1903) preferì risiedere a Giverny, dove acquistò una piccola casa. Lì conobbe Claude Monet (1904), che divenne suo amico e mentore. Inoltre, molti dei pittori impressionisti francesi che frequentavano o abitavano Giverny ebbero grande influenza su di lui, come testimoniano i paesaggi californiani che egli eseguì negli anni successivi.
Nel 1914 Rose tornò definitivamente in America e si stabilì a Los Angeles. Un anno dopo ricevette una medaglia d'argento all'Esposizione Internazionale Panama-Pacifico e una medaglia d'oro all'Esposizione Panama-California che si tenne a San Diego. Nel medesimo periodo iniziò l'insegnamento dell'arte presso la "Stickney Memorial School of Art" di Pasadena e dopo breve tempo fu nominato Direttore della scuola stessa.
Negli anni 1916, 1918 e 1919 espose al Museo d'arte della Contea di Los Angeles e nel 1921 vinse il Premio "William Preston Harrison" del Californian Art Club. Nello stesso anno, però, fu colpito da un ictus cerebrale e rimase in gran parte paralizzato.
Da tempo affetto da saturnismo, Guy Rose morì nel 1925 a 58 anni per l'aggravarsi dei suoi mali.

## Musei
- Guy Rose Gallery, Newport Beach, California.
- Irvine Museum, Irvine, California.
- Bower's Museum, Santa Ana, California.
- Laguna Art Museum[collegamento interrotto],
- LACMA: Los Angeles County Museum of Art,
- The Oakland Museum, Oakland, California,
- OCMA: Orange County Museum of ART, su ocma.net. URL consultato il 22 luglio 2012 (archiviato dall'url originale l'11 ottobre 2011).

## Galleria d'immagini

### Ritratti

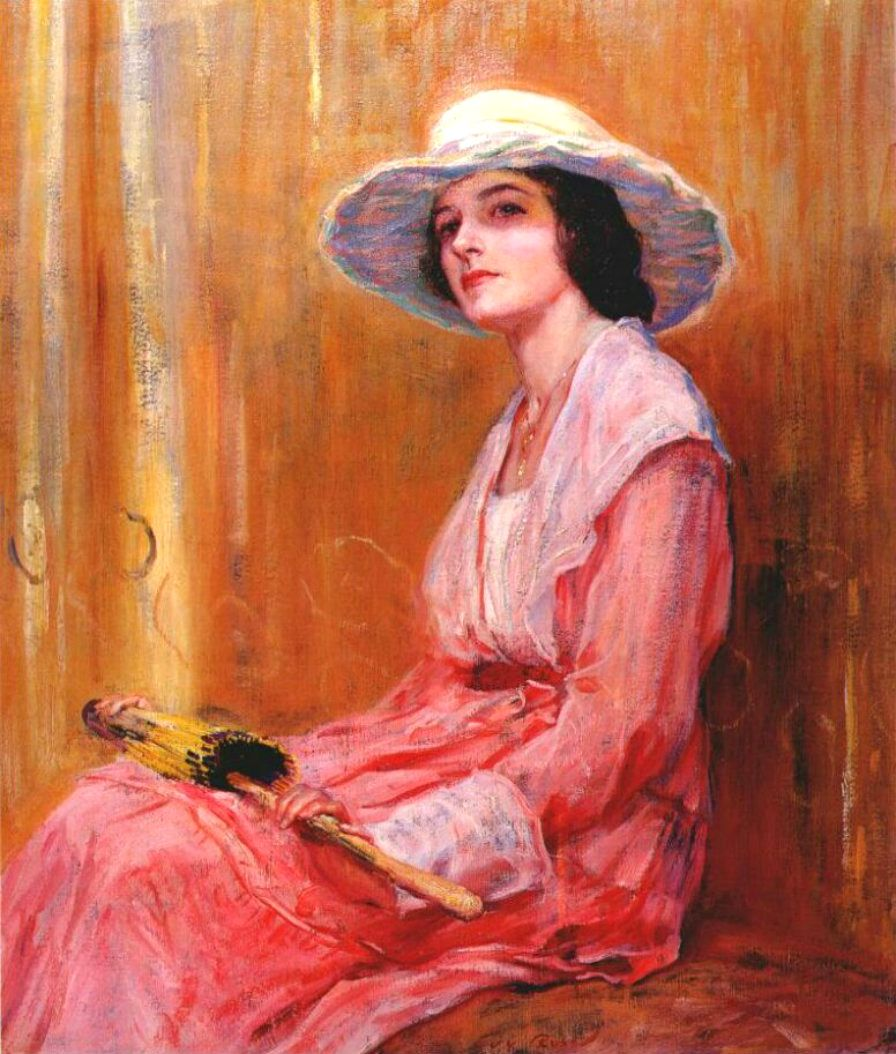
La modella
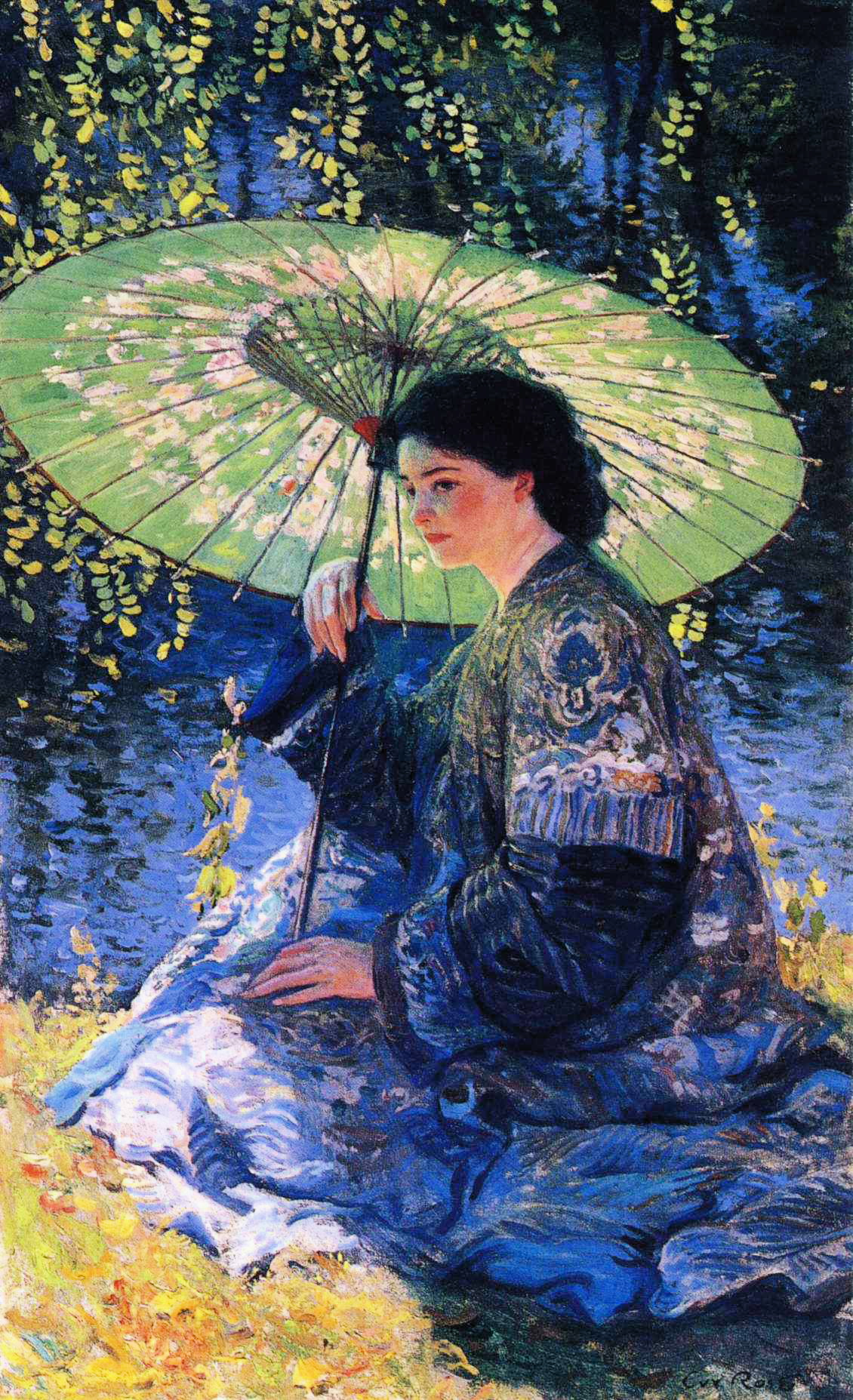
L'ombrellino verde
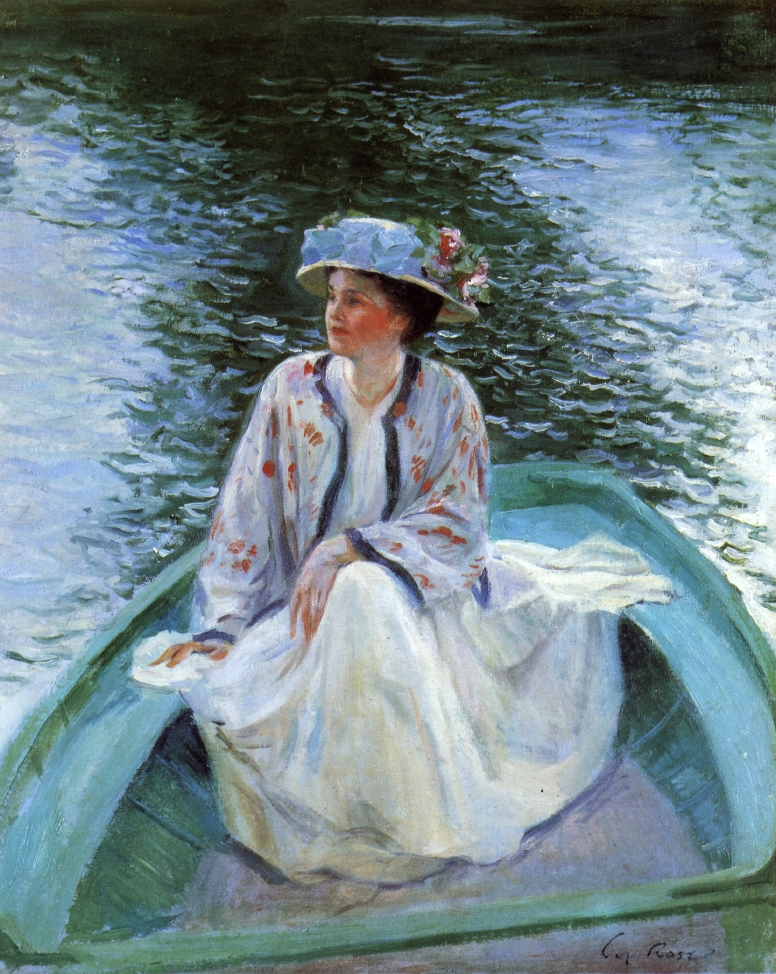
Sul fiume
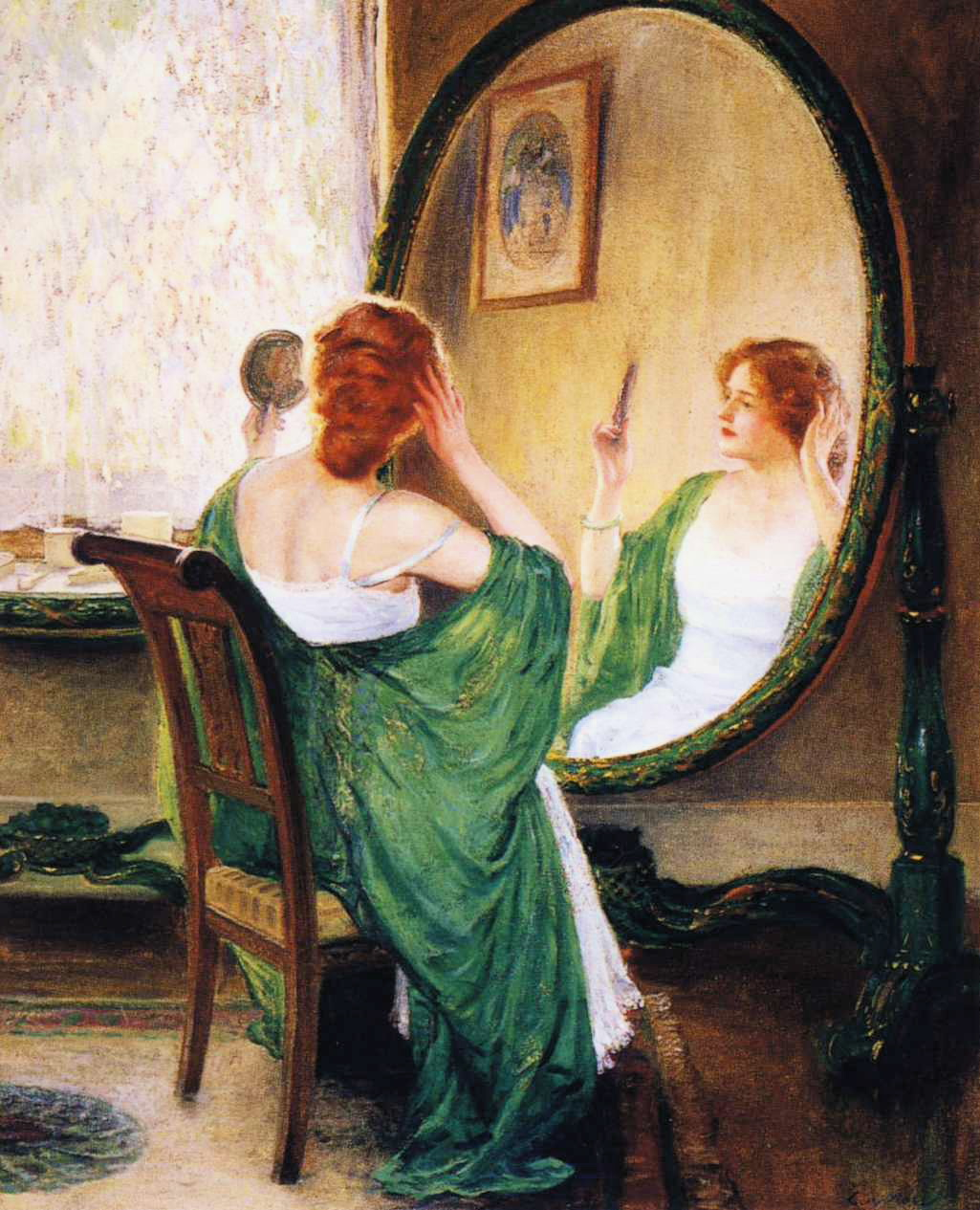
Lo specchio verde
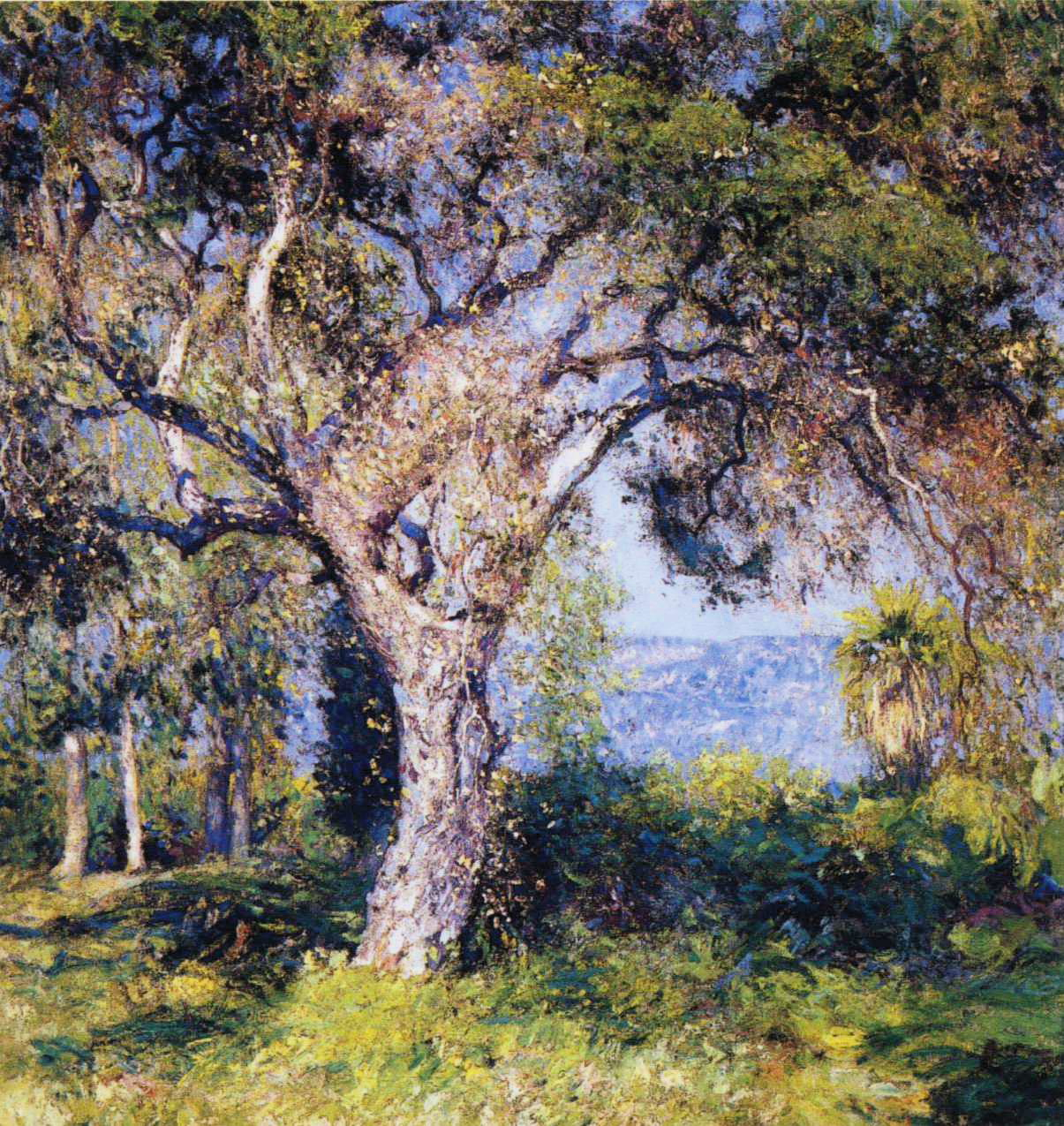
La quercia

### Paesaggi

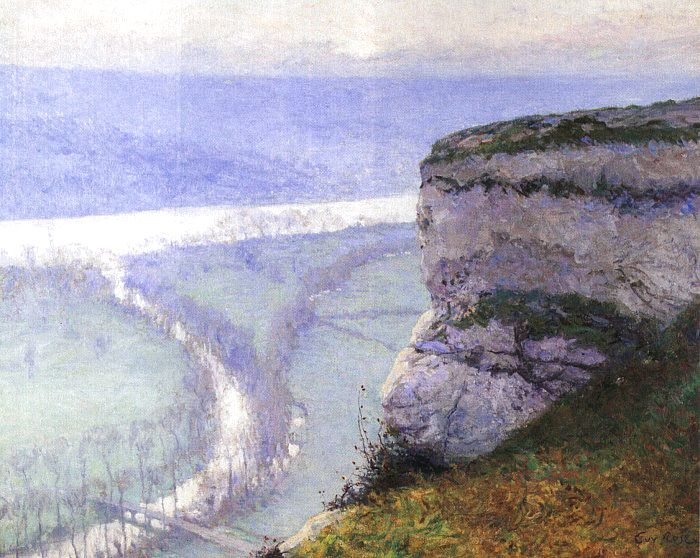
La grande roccia a Giverny
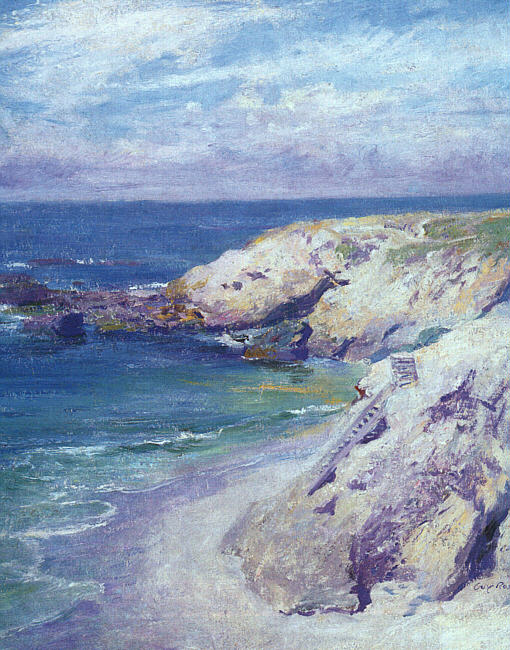
La baia di La Jolla
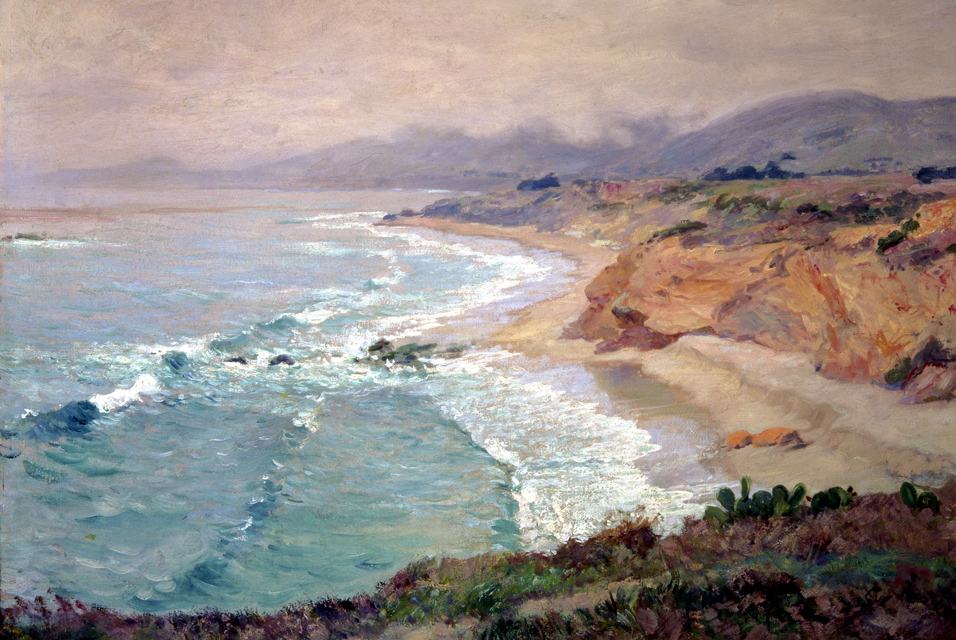
Si alza la nebbia
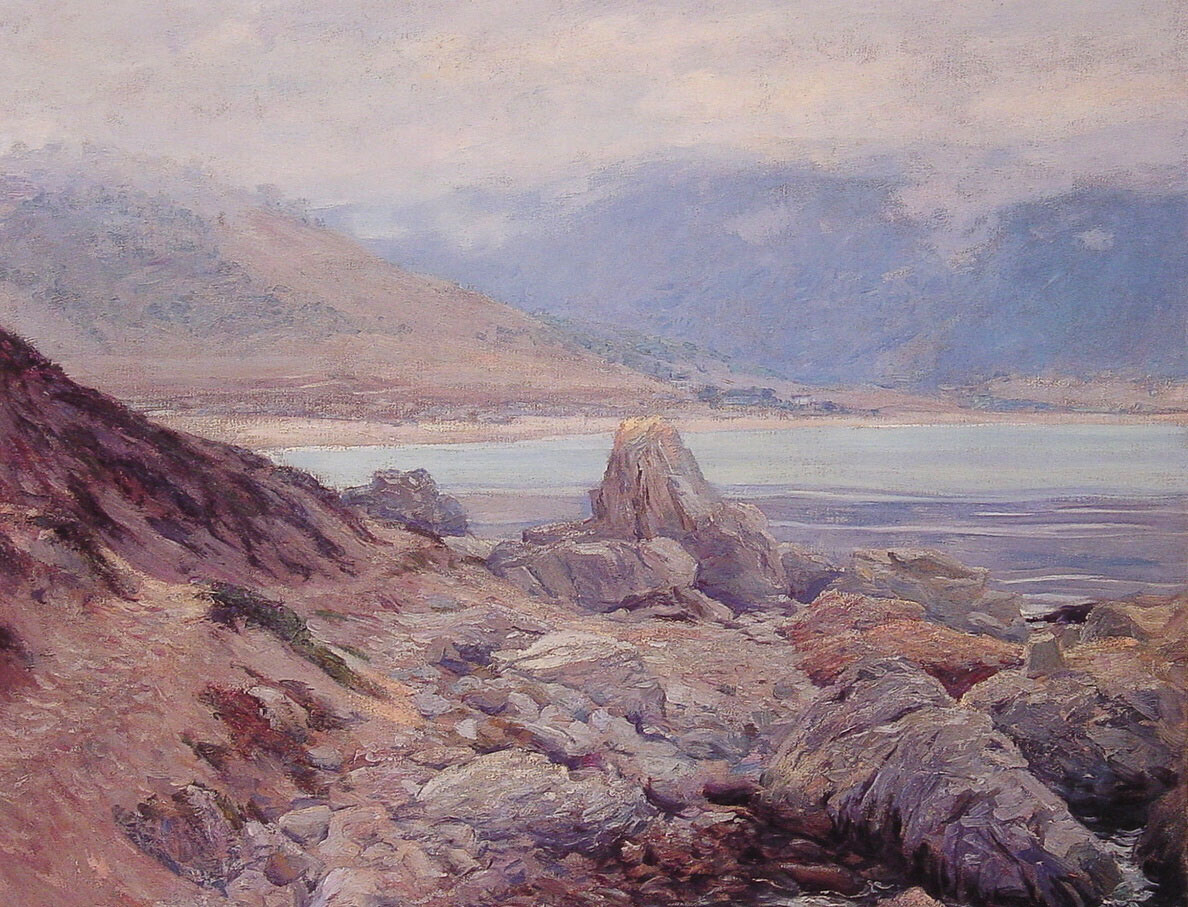
Sentiero lungo la riva
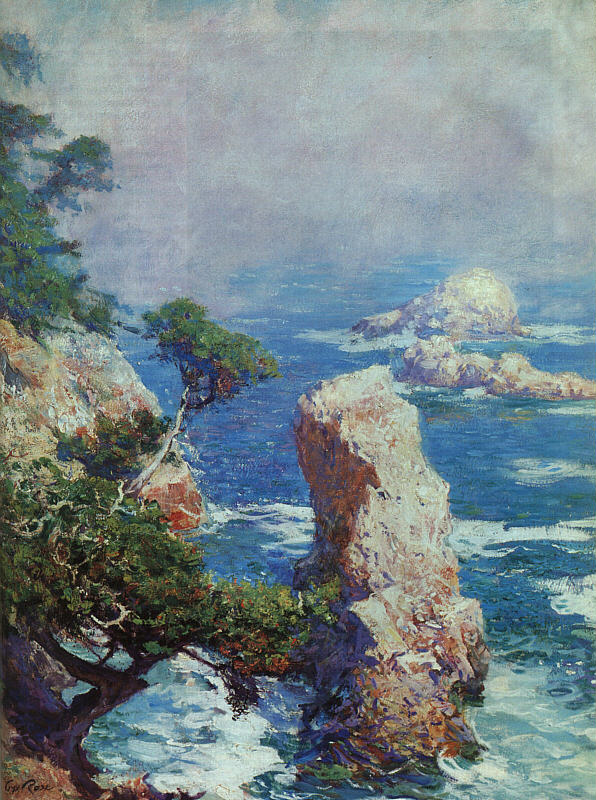
Foschia su Point Lobos